# Hefen

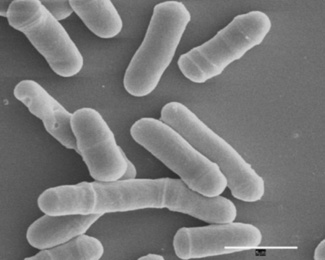
Schizosaccharomyces pombe
eine Spalthefe
(Sekundärelektronenmikroskopie)

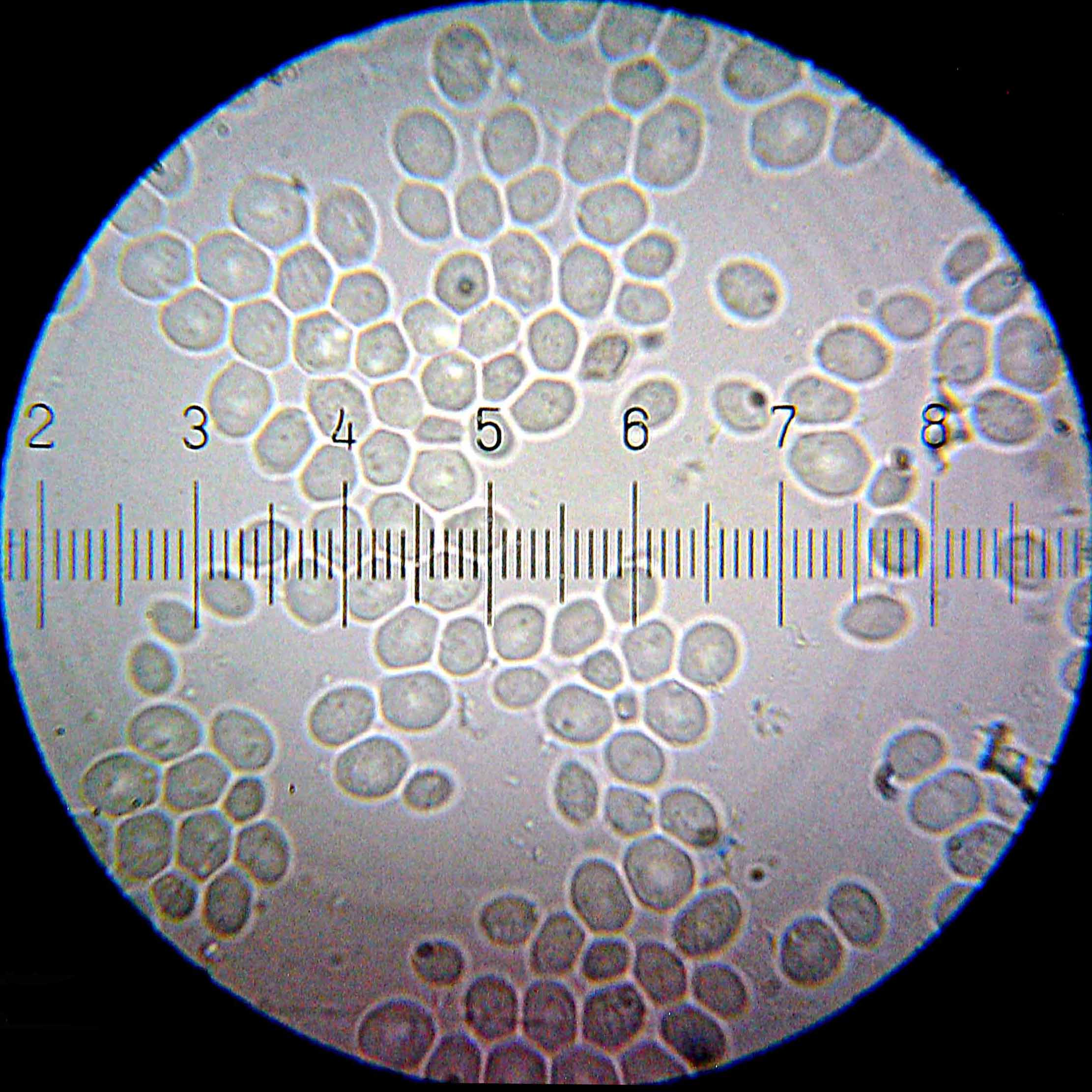
Saccharomyces cerevisiae Backhefe

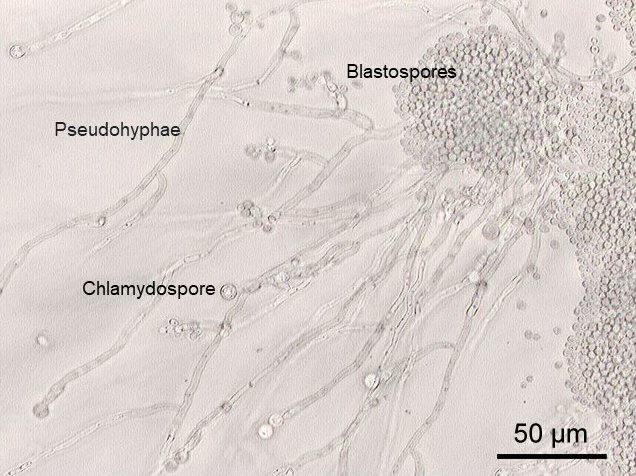
Candida albicans

Hefen oder Hefepilze sind einzellige Pilze, die sich durch Sprossung oder Teilung (Spaltung) vermehren. Die Vermehrung durch Sprossung führte zur synonymen Bezeichnung Sprosspilze, obwohl nicht alle Hefen sich durch Sprossung vermehren und es andererseits auch hyphenbildende Pilze gibt, deren Hyphen unter Sprossung wachsen (beispielsweise Candida und Cryptococcus). Die meisten Hefen gehören der Abteilung der Schlauchpilze (Ascomycota) an. Es werden aber auch Entwicklungsstadien anderer Pilze als Hefen bezeichnet. Beispiele für Ständerpilz-Hefen (Basidiomycota) sind die Sprossstadien der verschiedenen Nacktbasidien-Arten (Exobasidium), bestimmte Entwicklungsstadien vieler Brandpilze oder sogar fakultativ humanpathogene Pilze wie Malassezia furfur.

## Geschichte und Bedeutung
Hefen gehören zu den wichtigsten Mikroorganismen mit kommerzieller Bedeutung, die seit jeher im Dienste der Menschheit stehen. Schon in den frühen Hochkulturen des Nahen Ostens wurden die alkoholischen Getränke Wein und Bier sowie Brot mit Hilfe von Hefen hergestellt, ohne dass man die Zusammenhänge vollauf verstand.
Dass Hefe (altgriechisch ζύμη zyme, lateinisch fermentum) für die Bierherstellung nützlich ist, war aber bereits in der Antike bekannt. Außerdem wurden Hefen als Backtriebmittel genutzt – Plinius der Ältere beschrieb die Herstellung beziehungsweise Züchtung von Hefe für diesen Zweck in seiner Naturalis historia.
Louis Pasteur beschrieb 1876 in seiner Arbeit Études sur la bière, dass die Hefe aus Mikroorganismen besteht und die Anwesenheit dieser Organismen von essentieller Bedeutung für den Gärungsprozess sei. Pasteur meinte, dass ohne Hefe keine Fermentation stattfinde und die Anwesenheit anderer Organismen (Wildhefen oder Bakterien) das Gärverhalten mit dem Ergebnis verdorbener Biere oder Weine störe. Justus von Liebig, der Hefezellen für Nebenprodukte eines chemischen Vorgangs hielt, widersprach den damals neuen mikrobiologischen Erkenntnissen, wie etwa der um 1837 aufgestellten, durch Theodor Schwann bestätigten Theorie von Cagniard de la Tours zur Bedeutung der Hefezellen als Ursache für die Gärung. Eduard Buchner erhielt 1907 den Nobelpreis für Chemie für seine Studien über die „alkoholische Gärung ohne Hefezellen“ und eine weitere Arbeit an der Landwirtschaftlichen Hochschule Berlin zur zellfreien Gärung.
Hefen werden in der Produktion von Bier, Wein (Weinhefe), Spirituosen, Lebensmitteln sowie einer Vielzahl biochemischer und therapeutischer Substanzen angewendet. Einige Hefen verursachen Verderbnis von Futter und Lebensmitteln, andere haben medizinische Bedeutung.
Hefen spielen in der Biologie eine wichtige Rolle als Modellorganismen, da sie sich leicht im Labor kultivieren, genetisch verändern und untersuchen lassen. Sie gehören zu den kleinsten eukaryotischen Organismen. Da es sich um Eukaryoten handelt, ist ihre Ähnlichkeit mit höheren Organismen deutlich größer als die der Bakterien.

## Biologie
Hefen vermehren sich asexuell durch Sprossung oder Teilung. Auch sexuelle Fortpflanzung kommt vor, bei Ascosporidae mit Ascus- und Ascosporenbildung, bei Basidiosporidae mit Basidiosporenbildung.
Als Eukaryoten sind Hefen im Allgemeinen wesentlich größer als die weitaus meisten Bakterien und besitzen typische Zellstrukturen der Eukaryoten: komplexe Membranstrukturen, Chromosomen und eine Vielzahl von Organellen einschließlich der Mitochondrien und des endoplasmatischen Retikulums, Strukturen, die bei Prokaryoten (Bakterien und Archaeen) nicht vorhanden sind.
Etwa 700 Hefearten sind heute mit über 5.000 Stämmen bekannt, aber nur wenige wurden genau beschrieben. Derzeit existiert keine verbindlich abgrenzende Definition für Hefen, denn die Eigenschaften einiger allgemein bekannter Hefen, wie Vermehrung durch Zellteilung, sind nicht allen Hefen gemein und nicht nur ihnen eigen.
Die meisten Hefen sind fakultativ anaerob, also nicht auf Sauerstoff angewiesen. Bei Verfügbarkeit von Sauerstoff können sie ihn für einen oxidativen Energiestoffwechsel nutzen (aerobe Atmung): Sie können verschiedene Zucker zu Kohlenstoffdioxid und Wasser oxidieren. In Abwesenheit von Sauerstoff aber können viele Hefen die Zucker nur zu niedermolekularen Stoffen, beispielsweise zu Ethanol und Kohlenstoffdioxid (z. B. in der alkoholischen Gärung), abbauen. Die Zuckeroxidation unter aeroben Bedingungen liefert mehr Energie als die Vergärung. Deshalb sind die Massenzuwachsrate und die Zellteilungsrate bei oxidativem Zuckerabbau sehr viel höher als bei der Gärung.
Hefen nutzen ein breites Spektrum an Kohlenhydraten. Jedoch wurde bisher keine Spezies beschrieben, die alle in der Natur vorkommenden Zucker nutzen kann. Einige Beispiele: Die obergärigen Stämme der Hefe Saccharomyces cerevisiae können Glucose, Fructose, Mannose, Galactose, Saccharose, Maltose, Maltotriose und Raffinose nutzen. Die nah verwandte Art Saccharomyces diastaticus und die untergärigen Stämme der Bierhefe S. uvarum oder S. carlsbergensis (eigentlich Hybriden aus S. cerevisiae und S. eubayanus) nutzen außerdem Dextrine und Melibiose. Saccharomyces cerevisiae und ihre Verwandten können jedoch nicht Pentosen wie Ribose, Xylose und Arabinose und auch nicht Cellobiose, Lactose, Inulin und Cellulose nutzen.

## Arten
Schizosaccharomyces pombeeine Spalthefe
Saccharomyces cerevisiae(Backhefe / Bäckerhefe, Obergärige Bierhefe) ist eine Knospungshefe und wurde erstmals 1888 von Emil Christian Hansen isoliert. Sie wird als Reinzucht obergäriger Stämme vorwiegend aerob in Nährlösungen vermehrt und kommt als Trockenhefe oder Presshefe in den Handel. Obergärige Stämme steigen beim Bierbrauen während der Gärung nach oben und schwimmen auf dem Substrat. Untergärige Stämme sinken dagegen gegen Ende der Hauptgärung nach unten.
Saccharomyces carlsbergensis, Saccharomyces uvarum und andereUntergärige Hefen fermentieren mehr Zuckerarten, auch bei niedrigeren Temperaturen. Sie werden zur Herstellung von Lagerbier verwendet.
Candida utilisspielt bei der Herstellung von Kefir eine Rolle.
Candida albicansbesiedelt als Saprophyt Schleimhäute, Haut sowie Verdauungstrakt und ist bei drei Vierteln aller Menschen zu finden. Löst nur unter gewissen Umständen Krankheiten aus („Schwächeparasit“).
Saccharomyces boulardiiwird zur Behandlung von Durchfall genutzt
Brettanomyces bruxellensisSchädlingshefe in Most und Wein, die das so genannte „Pferdeschweiß“-Aroma verursacht. Andererseits wird sie zur Herstellung des belgischen Biers Lambic genutzt.
Pichia pastorisWird in biotechnischen Verfahren zur Produktion von Proteinen benutzt.
Malassezia furfurIst unter anderem für die vermehrte Schuppenbildung beim Menschen, besonders auf der Kopfhaut, verantwortlich.

## Biotechnische Verwendung
Hefen werden für eine Vielzahl biotechnischer Verfahren verwendet. Das bekannteste ist die Herstellung Ethanol-haltiger Getränke, wie Bier oder Wein (und weitere alkoholische Getränke) sowie des Ethanol selbst. Insbesondere Zuckerhefen (Saccharomyces) werden für die Brot- („Weißbäckerei“, Hefeteig) und Bierproduktion verwendet. Zur industriellen Herstellung von Hefen siehe Backhefe.
Enthält die zu vergärende Flüssigkeit Pektin, entsteht bei der Gärung Methanol, das im menschlichen Körper zu Methanal (Formaldehyd) und in der Folge zu Methansäure (Ameisensäure) abgebaut wird und zum Erblinden führen kann.
Obgleich die Taxonomie (biologisch systematische Einordnung) der Hefen Kontroversen bietet, sind mindestens 1.000 separate Stämme von Saccharomyces definiert. Die Industrie richtet ihr Augenmerk eher auf Eigenschaften einzelner Stämme als auf taxonomische Gesamtklassifikationen. Für die Taxonomie „unbedeutende“ Unterschiede zwischen Stämmen wie Ober- oder Untergärigkeit sowie Temperaturoptima können in der technischen Anwendung von entscheidender Bedeutung sein. Die klassische Hefezucht erscheint schwierig, da die meisten industriell genutzten Stämme polyploid oder aneuploid sind und in der Konsequenz keinen haploid-diploiden Lebenszyklus aufweisen. Diese Stämme sind daher zwar genetisch stabiler, bieten aber kaum geeignete Fortpflanzungsaktivitäten zur Nutzung klassischer Zuchtmethoden. Techniken mit Sphäroblastenbildung und rekombinanter DNA führen jedoch zur Erzeugung weiterer Hefestämme mit industriellem Potential.

### Industrielle Bedeutung
Die Gesamtmasse der heute produzierten Hefen einschließlich derer, die durch Brauen, Weinherstellung und Lebensmittelproduktion anfallen, beträgt Millionen Tonnen jährlich. Obwohl Hefen der Art Saccharomyces cerevisiae die wesentliche ökonomisch bedeutsame Form darstellen, gibt es zahlreiche „exotische“ Hefearten mit weiterem potentiellem Nutzen für technische Anwendungen. Die meisten Saccharomyces-Hefen gelten weltweit generell als sicher im Sinne des Lebensmittelrechts (GRAS – Generally Recognized As Safe) und produzieren zwei sehr wichtige primäre Stoffwechselprodukte, Ethanol und Kohlendioxid. Diese und andere Hefen werden über teils staatlich, teils privatwirtschaftlich organisierten Sammlungen für Hefen zur Verfügung gestellt, die Hefebanken; Beispiele sind die Hefebank Weihenstephan in Deutschland oder die National Collection of Yeast Cultures in Großbritannien.
Ethanol wird als Trinkalkohol, als Kraftstoff sowie als Lösungsmittel genutzt. Die Anwendung von Kohlenstoffdioxid reicht vom Backteig-Treiben, Zusatz zu Getränken, Produktion von Hopfenextrakt bis hin zur Anwendung in Gewächshauskulturen. Hinzu kommen weitere wichtige Anwendungen der Hefen selbst. Extrakte aus Hefen werden zum Würzen von Lebensmitteln verwendet und bieten als Nukleotidquelle einen wichtigen Bestandteil von Muttermilchersatzprodukten. Für Menschen und Tiere dienen Hefen als Vitamin-B-Quelle. Sterile Hefeextrakte dienen als Bestandteile von Nährmedien für die Kultivierung von Pilzen in der Enzymproduktion oder für die Produktion von Bakterien für Probiotika und Siliermittel.
Der Aufbau der Zellwand einiger Saccharomyces-Arten ist über das Aufzuchtmilieu (Gärführung, Ernährung) gezielt steuerbar, was diese Organismen in der Biotechnologiebranche sehr beliebt macht. Der gitterartigen Glucanfraktion der Zellwand einiger Stämme sind toxinbindende Eigenschaften nachgewiesen. Definierte Mannanoproteine ermöglichen die Bekämpfung pathogener Bakterien oder dienen als orale „Promoter“ von Vakzinen und Medikationen, Anwendungen, die auch für die Tierernährung interessant werden könnten. Die gut beschriebene Nährstoffsynthese von Hefen erlaubt die Herstellung von Aminosäuren und organisch gebundener Spurenelemente für die Human- und Tierernährung. Der Einsatz der Gentechnik führte zu zahlreichen anderen wichtigen Anwendungen von Hefen einschließlich Stämmen, die durch genetische Veränderungen nicht-hefetypische Proteine und Peptide wie Interferon, humanes Serumalbumin oder Insulin produzieren.

### Vorteile von Hefen als „Expressionsplattformen“
Hefen bestehen aus einer Vielzahl höchst unterschiedlicher Organismen und nicht nur aus der allgemein vom Backen oder Brauen bekannten Bäcker- oder Bierhefe Saccharomyces cerevisiae.
Hefen sind ideale Systeme für die Produktion von Fremdproteinen. Als Eukaryoten sind sie in der Lage, Proteine zu glykosylieren, sie sind also in der Lage, Zuckerketten an die Proteine anzuheften: viele Proteine sind Glykoproteine. Ferner sind sie in der Lage, diese Glykoproteine in das sie umgebende Nährmedium zu sezernieren – das Darmbakterium E. coli kann dies zum Beispiel nicht. Die in Hefen hergestellten Proteine sind damit identisch oder sehr ähnlich den Proteinen der Tiere oder des Menschen.
Die erste auf einer Hefeart beruhende „Expressionsplattform“ („Proteinfabrik“) nutzte die bereits erwähnte Bäckerhefe. Es gibt jedoch mehr als 800 verschiedene Hefearten mit höchst unterschiedlichen Eigenschaften. Einige davon sind für ihr Wachstum, im Unterschied zur Bäckerhefe, nicht auf Traubenzucker als Kohlenstoffquelle beschränkt, sondern können eine Vielzahl unterschiedlicher Substrate nutzen. Verschiedene dieser Hefen werden – wie die Bäckerhefe – für die gentechnische Herstellung von Proteinen genutzt.

#### Arxula adeninivorans(Blastobotrys adeninivorans)
Arxula adeninivorans ist eine dimorphe Hefeart (sie wächst in Hefeform unterhalb einer Temperatur von 42 °C, oberhalb dieser Temperatur in filamentöser Form). Sie kann auf höchst unterschiedlichen Energie- und Kohlenstoffquellen wachsen und Nitrat assimilieren. Sie wurde für die Produktion unterschiedlicher Proteine eingesetzt. Mit gentechnisch veränderten Stämmen wurde biologisch abbaubares Plastik hergestellt oder Biosensoren für die Messung von Östrogenen in Umweltproben.

#### Candida boidinii
Candida boidinii ist eine methylotrophe Hefeart (d. h., sie ist zum Wachstum mit Methanol-Oxidation als Energiequelle und Methanol als Kohlenstoffquelle fähig). Wie andere methylotrophe Hefearten (siehe nachfolgend Hansenula polymorpha und Pichia pastoris) bietet sie eine exzellente Plattform für die Produktion von Fremdproteinen. Für sie wurden Produktivitäten von vielen Gramm pro Liter Kultur beschrieben.

#### Hansenula polymorpha(Pichia angusta)
Hansenula polymorpha ist eine methylotrophe Hefeart (siehe Candida boidinii). Sie kann außerdem auf einer Vielzahl anderer Substrate wachsen, ist ein thermo-toleranter Mikroorganismus und kann Nitrat assimilieren. Sie wurde unter anderem für die Produktion von Hepatitis-B-Impfstoffen, von Insulin und Interferon-alpha2a für die Behandlung von Hepatitis C genutzt, darüber hinaus für die Herstellung verschiedener technischer Enzyme.

#### Kluyveromyces lactis
Kluyveromyces lactis (zuvor Saccharomyces lactis; Nebenfruchtform Candida sphaerica) ist eine mit der bekannteren Hefe Kluyveromyces marxianus (Candida kefyr) verwandte Hefeart, die unter anderem für die Produktion von Kefir eingesetzt wird. Sie kann mithilfe verschiedener Zucker wie insbesondere Glucose wachsen. Als Besonderheit kann sie die in Milch und Molke enthaltene Laktose zu Milchsäure fermentieren.
Sie wurde unter anderem nach gentechnischer Veränderung für die Produktion von Chymosin, dem Labferment und für die Dicklegung der Milch bei der Käseherstellung eingesetzt. Die Produktion des Chymosins findet in großen Fermentern im Maßstab von mehreren zehntausend Litern statt.

#### Pichia pastoris
Pichia pastoris (Komagataella phaffii) ist eine weitere methylotrophe Hefeart (vergl. Candida boidinii und Hansenula polymorpha). Für diese „Plattform“ sind verschiedene Elemente als Kit erhältlich; sie wird weltweit in Universitäten und akademischen Einrichtungen für die Proteinproduktion eingesetzt. In jüngerer Zeit wurden Stämme entwickelt, die die komplexen Zuckerketten von menschlichen Proteinen völlig authentisch herstellen (Hefezuckerketten in Hefeproteinen sind normalerweise ähnlich, aber nicht völlig identisch).

#### Saccharomyces cerevisiae
Der Ausdruck „Hefe“ bezeichnet einen Sammelbegriff, wird aber oft nur für diese Hefeart, die traditionelle Bäcker- oder Bierhefe Saccharomyces cerevisiae, benutzt, weil dies die ursprüngliche Bedeutung des Wortes „Hefe“ ist. Saccharomyces cerevisiae wurde und wird unter anderem für die Herstellung von technischen Enzymen, aber auch von pharmazeutischen Wirkstoffen wie Insulin und Hepatitis B-Impfstoffen genutzt.

#### Yarrowia lipolytica
Yarrowia lipolytica ist eine dimorphe Hefeart (vergl. Arxula adeninivorans), die wie andere bereits beschriebene Arten auf unterschiedlichen Substraten wachsen kann. Ihr Potenzial Lipide als Kohlenstoff- und Energiequelle zu nutzen hat zu ihrer Namensgebung beigetragen. Außerdem ist Y. lipolytica ein Modelorganismus für „oleaginous yeast“, ein Begriff der Arten umfasst die mindestens 20 % ihrer Biomasse als Fett speichern. Diese Fähigkeit macht sie besonders für industrielle Anwendungen von Fettderivaten interessant, z. B. wird die Omega-3-Fettsäure Eicosapentaensäure (EPA) kommerziell in einem genetisch optimiertem Stamm hergestellt und als Nahrungsergänzungsmittel verkauft. Bestimmte Stämme von Yarrowia lipolytica wurden auch für die biotechnische Produktion von Erythrit und Mannitol aus Glyzerin erprobt.

### Vergleich der verschiedenen Hefen
Die diversen Hefe-Arten unterscheiden sich bei bestimmten Produktentwicklungen erheblich. Zudem müssen aus den so genannten Wildtypen zunächst „gentechnische Proteinfabriken“ werden. Geeignete Hefestämme müssen dazu mit Hilfe eines Vektors (konkret: mit Hilfe eines Plasmids) transformiert werden. Ein solches Plasmid enthält alle notwendigen genetischen Elemente für das Erkennen eines transformierten Stammes und die genetische Anleitung für die Produktion des gewünschten Proteins. Diese Elemente werden im Folgenden kurz zusammengefasst:
1. Ein Selektionsmarker, der notwendig ist, um einen transformierten Stamm von nicht-transformierten Stämmen zu unterscheiden – dies kann zum Beispiel durch ein genetisches Element erreicht werden, das einen defekten Stamm in die Lage zurückversetzt, in Medien zu wachsen, in denen ein unverzichtbarer Stoff fehlt, die der Stamm aufgrund seines Defektes selbst nicht mehr produzieren kann, etwa eine bestimmte Aminosäure.
2. Bestimmte Elemente, um die Plasmide nach Aufnahme zu vermehren oder in eine bestimmte Stelle des Hefechromosoms zielgerichtet einzubauen (ARS und/oder rDNA-Sequenz).
3. Ein DNA-Segment, das für die Synthese des erwünschten Proteins verantwortlich ist, eine so genannte Expressionskassette.

Grundstruktur eines Vektors: Dieser Basisvektor enthält alle Elemente für die Vermehrung im E. coli-System und eine Multicloning Site (MCS) für die Integration von Modulen für ARS, rDNA, Selektionsmarker und Expressionskassetten. Dazu wurden die ARS-Fragmente mit den Restriktionsorten für SacII und BcuI, die rDNA-Region mit BcuI und Eco47III, die Selektionsmarker mit Eco47III und SalI und die Promotor-Elemente mit SalI und ApaI flankiert.

Eine Expressionskassette besteht aus einer Abfolge regulatorischer Abschnitte: zunächst enthält sie einen Promotor, durch den kontrolliert wird, in welchem Umfang und unter welchen Umständen eine nachfolgende Sequenz abgelesen (Transkription der mRNA) und damit, wie viel und unter welchen Umständen Protein hergestellt wird. Dies bedeutet, dass die nachfolgende Sequenz variabel entsprechend dem zu produzierenden Stoff ist. Sie kann zum Beispiel die Aminosäuresequenz für Insulin, Hepatitis B-Oberflächenantigene oder Interferon festlegen. Die Expressionskassette wird durch eine nachfolgende Terminatorsequenz begrenzt, durch die eine korrekte Beendigung der Transkription erfolgt. Die Promotorelemente für die Kontrolle der Transkription stammen von sehr aktiven Genen der einzelnen Hefearten, bei Hansenula polymorpha etwa von Genen des Methanolstoffwechsels. Sie sind stark und können darüber hinaus durch Zugabe bestimmter Kohlenstoffquellen in ein Kulturmedium reguliert werden. Die meisten der Promotoren sind wie die soeben benannten nur in einem einzigen System, nämlich dem, aus dem sie stammen, funktionstüchtig.
Es hat sich herausgestellt, dass die verschiedenen Hefearten höchst unterschiedlich in ihrer Fähigkeit sind, bestimmte Proteine zu produzieren. Es gibt dabei Unterschiede in der Prozessierung und Modifikation und generell in der Produktivität. Da sie sich unterscheiden, kann nicht ausgeschlossen werden, dass eine zu Beginn einer Prozess- und Produktentwicklung festgelegte Hefe überhaupt nicht oder nur unvollkommen in der Lage ist, den angestrebten Stoff zu produzieren. Dies wiederum kann kostenträchtige und zeitraubende Folgen haben. Es ist daher sinnvoll, zu Beginn einer Entwicklung mehrere Hefearten gleichzeitig auf ihre Fähigkeit zu überprüfen, ein bestimmtes Protein herzustellen. Zu diesem Zweck wurde ein Vektorsystem entwickelt, das in allen bisher untersuchten Hefen funktionstüchtig ist. Es ist modular aufgebaut, enthält eine „universelle“ Zielsequenz, die in allen Hefen in identischer Sequenz vorhanden ist (die rDNA). Innerhalb der Expressionskassette enthält es einen Promotor, der in allen Hefen aktiv ist.

### Hefe in der Tierernährung
Neben dem Einsatz von Bier- oder Brauhefe in abgetöteter Form als hoch verfügbarer Proteinquelle kommen seit etwa 20 Jahren spezifische Stämme von Saccharomyces cerevisiae in der Tierernährung als Probiotika zum Einsatz. Der Siegeszug dieser Anwendungsform insbesondere im Wiederkäuerbereich geht auf eine wesentliche Beobachtung aus dem Brauwesen zurück: Zur Stabilisierung des fertigen Jungbieres nutzen Brauer in dem Verfahren des „Kräusens“ eine kleine Hefegabe, die Restsauerstoff verbraucht. In diesem Zusammenhang beschrieb der britische Brauwissenschaftler James Hough 1965 bei dem Stamm S. cerevisiae NCYC 1026 ungewöhnlich hohe sauerstoffzehrende Aktivität. Sein Student, der irische Brauingenieur Pearse Lyons, nutzte 1980 diese Beobachtung erstmals kommerziell zur Stabilisierung des anaeroben Zustandes im Pansen von Kühen. Heute gehört der Einsatz lebender Hefekulturen in der Fütterung von Wiederkäuern und Pferden weltweit zum Standard.
Weitere für die Tierleistung und Gesundheit relevante Effekte gehen auf milieuprägende und bakterienstimulierende Eigenschaften der noch lebenden Hefen zurück. Verschiedene faserabbauende sowie laktatabbauende Bakterien reagieren auf die Anwesenheit der Hefen durch Erhöhung ihres Stoffwechsels und ihrer Fortpflanzungsaktivitäten. Die genutzten Eigenschaften sind wiederum für einzelne Saccharomyces-Stämme spezifisch. Ebenfalls bekannt sind Stämme mit gegenläufiger Wirkung, wie der Stimulation von Laktatbildnern.

### Ausblick
Die Suche nach künftigen Anwendungen für Hefen in der Tierernährung konzentriert sich auf die Erzeugung natürlicher Hemicellulasen und Cellulasen für die Herstellung höherwertiger Proteine und einzelner Aminosäuren aus günstiger Rohware wie Reisschalen oder Nebenprodukten aus der Alkoholindustrie. Weitere Bereiche sind die Erzeugung von Peptiden für die balancierte Jungtierfütterung im Sinne „idealer Proteine“ und die Nutzung von Hefeprotein als Basis zur Chelatierung von Medikamenten und Spurenelementen. Die Zucht und Herstellung von Hefen vom gewünschten Typ erfordert viel Know-how, aber sie ist sehr vielseitig und vor allem sehr sicher. Saccharomyces cerevisiae und ihre Verwandten werden die Menschheit demnach noch lange begleiten.